# Бриор
Брио́р (фр. Briord) — коммуна во Франции, находится в регионе Рона — Альпы. Департамент — Эн. Входит в состав кантона Люи. Округ коммуны — Белле.
Код INSEE коммуны — 01064.

## История
Согласно «ЭСБЕ», в древности коммуна называлась Бредория. 
Окрестности Бриора необыкновенно богаты римскими древностями и надписями.

## География

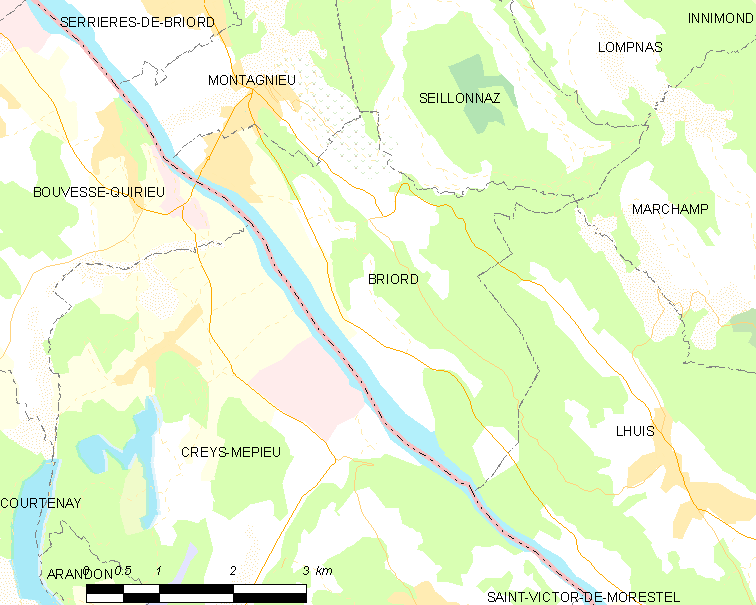
Карта коммуны

Коммуна расположена приблизительно в 420 км к юго-востоку от Парижа, в 50 км восточнее Лиона, в 55 км к югу от Бурк-ан-Бреса.
По территории коммуны протекает река Рона, а также её приток Брив (фр. Brive).

## Климат
Климат полуконтинентальный с холодной зимой и тёплым летом. Дожди бывают нечасто, в основном летом.

## Население
Население коммуны на 2010 год составляло 893 человека.
| 1962 | 1968 | 1975 | 1982 | 1990 | 1999 | 2010 |
| ---- | ---- | ---- | ---- | ---- | ---- | ---- |
| 366  | 393  | 413  | 520  | 618  | 674  | 893  |

## Администрация
| Период | Период | Фамилия       | Партия | Примечания |
| ------ | ------ | ------------- | ------ | ---------- |
| 1995   | 2001   | Андре Муару   |        |            |
| 2001   | 2020   | Джекки Ламбер |        |            |

## Экономика
В 2010 году среди 587 человек трудоспособного возраста (15—64 лет) 457 были экономически активными, 130 — неактивными (показатель активности — 77,9 %, в 1999 году было 74,9 %). Из 457 активных жителей работали 411 человек (221 мужчина и 190 женщин), безработных было 46 (17 мужчин и 29 женщин). Среди 130 неактивных 36 человек были учениками или студентами, 40 — пенсионерами, 54 были неактивными по другим причинам.

## Достопримечательности
- Галло-романский акведук Бриор. Исторический памятник с 1904 года[5]
- Галло-романский порт на реке Рона
- Надписи эпохи Меровингов в замке Сент-Андре[фр.]. Исторический памятник с 1862 года[6]
- Музей истории общества и археологии[7]
- Церковь Св. Иоанна Крестителя